# 김은우 (희극인)
김은우(金恩雨, 1960년 8월 25일 ~ )는 대한민국의 희극 배우이다.
그의 아들은 레드애플의 구성원인 록 음악 가수 효석이다.

## 생애
그는 1980년 TBC 동양방송 개그콘테스트로 정식 데뷔하였고 1년 후 1981년 KBS 한국방송공사 개그콘테스트 이전하여 KBS 2TV 프로그램 《즐거운 토요일》을 거쳐 2년 후 1983년 MBC 문화방송 개그콘테스트로 본격 이적하여 MBC TV 프로그램 《청춘만만세》로 이전하였으며 동료 희극인 이성미의 추천을 통해 1991년 12월 SBS로 이적했다.
- 유행어*

누가 날 좀 말려줘요

## 학력
- 진주초등학교
- 경서중학교
- 마포고등학교
- 서울예전

## 데뷔
- 1980년 TBC 동양방송 개그콘테스트 데뷔
- 1981년 KBS 한국방송공사 개그콘테스트 이전
- 1983년 MBC 문화방송 개그콘테스트 이전
- 1992년 SBS 이전

## 출연작

### 연극
- 1977년 《원술랑》 ... 김인태 왕자 역(단역)
- 1978년 《무기와 인간》 ... 니콜라 역(조연)

### 뮤지컬
- 1979년 《포기와 베스》 ... 스키피오 역(단역)